# 东北民众抗日救国会
东北民众抗日救国会，简称“救国会”，是1931年9月至1933年8月31日流亡关内的东北民众抗日救亡团体。

## 历史
1931年9月27日阎宝航、高崇民等在北平西单牌楼旧刑部大街12号的奉天会馆东院在“东北同学抗日救国会”、“东北同乡反日救国会”、“抗日救国会”的基础上发起成立。会员四百余人。张学良资助30万元。宗旨为“抵抗日人侵略、共谋收复失地，保护主权”。开展工作有：
- 在华北及国内开展抗日宣传工作，出版《救国旬刊》（李全林为该刊主编兼总发行）、《复剿》小报（后改为《东方快报》，社长王卓然）、《东北通讯》等刊物。组织宣传队沿平汉、平津路南下扩大抗日宣传。
- 扶助东北义勇军的军事工作，直接领导组织了辽南、辽西义勇军。车向忱、高鹏等人负责连络、策动马占山、李杜、唐聚五、邓铁梅等。
- 在皮库胡同习艺所旧址成立设立东北学院(分大学部、中学部，由张学良拨给最低之经费办理之；1932年改为北平东北中学)和东北难民子弟学校、念一中学、广安中学[2]
- 成立东北难民收养院
- 在北平每月发行一次爱国奖券，韦梦令任经理。每月收入二、三万元。

1933年5月，国民政府取缔华北的非法抗日活动。1933年7月10日依据《危害民国紧急治罪法》，宪兵三团取缔救国会。1933年8月31日，救国会常务委员会扩大会议决定救国会结束。

## 组织架构
最高权力机构为会员大会。会员大会闭会期间由执行委员会行使权力。执行委员会推举负责日常工作。重要成员有阎宝航、高崇民、王化一、卢广绩、金哲忱、杜重远、彭镇国、霍继周、车向忱等。设：
- 执行委员会：1931年9月27日成立大会推举阎宝航、高崇民、卢广绩、杜重远、王化一、王卓然、黄显声、车向忱、金恩祺（奉天商界领袖）、梅佛光(梅公任，辽宁师范专科学校校长)、钱公莱（国民党奉天省党部负责人）、张希尧（东北大学学生领袖）、郑奠邦、杨大光（藏传佛教居士，张学良的亲信）、孙一民(孙恩元，东北学院教务主任)、韦梦令、韩立如、谷秀岩、霍维周（冯庸大学教授，青年党领袖）、熊飞（熊正平，辽宁省警务处督察长，随黄显声指挥辽宁省警察武装抗日）、顾翌常等27人为“救国会”委员。
- 常务委员会：由执行委员会推举金恩祺、卢广绩、高崇民、阎宝航、车向忱、李梦兴、王化一，熊飞（熊正平）、彭振国9人组成[3]。常务委员会下设3个组：
  - 总务组：组长金恩祺、副组长卢广绩、高崇民
  - 政治宣传组：组长阎宝航、副组长车向忱、李梦兴（东北学院总务主任）。后有杜重远、霍维周任副组长。
  - 军事组：组长王化一，副组长熊飞（熊正平）、彭振国（彭小秋，国民革命军第三十军军长、辽宁义勇军军区司令）。1931年10月至11月，辽宁省公安总队在辽西剿灭凌印清、张学成两支伪军。
- 监察委员会
- 特种委员会